# Jalen Reeves-Maybin
Jalen Ahmad Reeves-Maybin (* 31. Januar 1995 in Clarksville, Tennessee) ist ein US-amerikanischer American-Football-Spieler auf der Position des Outside Linebackers. Er spielte zuletzt für die Detroit Lions in der National Football League (NFL). In der Saison 2022 stand Reeves-Maybin bei den Houston Texans unter Vertrag.

## College
Reeves-Maybin spielte vier Jahre lang für die Tennessee Volunteers an der University of Tennessee als Linebacker. In seinen vier Spielzeiten erzielte er insgesamt 240 Tackles und 8 Sacks. Außerdem konnte er eine Interception und zwei forcierte Fumbles für sich verbuchen.

## NFL
Jalen Reeves-Maybin wurde bei dem NFL Draft 2017 in der vierten Runde von den Detroit Lions gedraftet. Er unterschrieb einen Vertrag über vier Jahre in der Höhe von knapp über 3 Millionen US-Dollar. Reeves-Maybin erhielt bei den Lions die Trikotnummer 44, im College spielte er noch mit der Nummer 21. Reeves-Maybin spielte 2017 in seiner Rookie-Saison in 14 der 16 regulären Saisonspiele. Er konnte für die Lions 30 Tackles erzielen und forcierte am vorletzten Spieltag gegen die Bengals seinen ersten Fumble in der NFL.
Im März 2022 nahmen die Houston Texans Reeves-Maybin unter Vertrag. Am 16. März 2023 wurde er von den Texans entlassen.
Am 27. März 2023 kehrte Reeves-Maybin zu den Lions zurück. In der Saison 2023 wurde er als Special Teamer in den Pro Bowl gewählt. In der Saison 2024 verpasste er sieben Spiele verletzungsbedingt. Im März 2025 wurde Reeves-Maybin von den Lions entlassen.